# Mikkel Bjørn
Mikkel Bjørn, né le 19 octobre 1995 à Juelsminde (Danemark), est un homme politique danois, membre du Parti populaire danois depuis 2023. Il est député au Folketing depuis 2022.

## Biographie
Mikkel Bjørn s'engage en politique en 2014 au sein du Parti populaire conservateur, dont il dirige la branche locale du mouvement de jeunesse à Vejle. Il est exclu du mouvement en mars 2016 en raison de positions jugées racistes sur l'immigration, bien qu'il conteste que ce soit la raison de son exclusion. Il rejoint alors La Nouvelle Droite, et est élu à la tête de son organisation de jeunesse en octobre 2016, un rôle qu'il occupe jusqu'en 2021.
Il est candidat sur la liste de La Nouvelle Droite à Vejle lors des élections municipales de novembre 2017, mais le parti ne rempote pas de siège au conseil municipal.
Il est candidat pour La Nouvelle Droite lors des élections législatives de 2019 dans la circonscription du Jutland du Sud, où il ne remporte pas de siège.
En avril 2022, il est investi comme tête de liste de La Nouvelle Droite pour les élections législatives dans la circonscription de Funen, alors qu'il habite à Randers, dans la région du Jutland central. Cette décision suscite le mécontentement d'une partie des adhérents locaux du parti, poussant la direction nationale à organiser une primaire interne pour désigner la tête de liste, qu'il remporte.
Il est élu député au Folketing lors des élections législatives anticipées de novembre 2022. Après le scrutin, il devient le vice-président du groupe parlementaire de La Nouvelle Droite. En janvier 2023, il devient président de la commission parlementaire sur la citoyenneté, dont le rôle principal est d'étudier les dossiers de demande de la nationalité, qui est accordée au Danemark par le vote d'une loi. Son obtention du rôle suscite la controverse au regard de ses prises de position, notamment sur les questions d'immigration et d'intégration.
Le 24 janvier 2023, il annonce quitter La Nouvelle Droite en raison de son opposition à l'élection à venir à la présidence du mouvement de Lars Boje Mathiesen. Il rejoint alors le Parti populaire danois. Après son ralliement, il devient le porte-parole de son nouveau groupe parlementaire sur les questions culturelles, médiatiques, ecclésiastiques, d'égalité, de coopération nordique et de citoyenneté. En août 2024, il renonce à son rôle de porte-parole sur les affaires culturelles pour prendre à Pia Kjærsgaard celui de porte-parole du parti sur l'immigration. En septembre, il est investi par le Parti populaire danois comme candidat aux élections législatives, cette fois-ci dans la circonscription de la banlieue de Copenhague.
En février 2025, il est désigné comme tête de liste du Parti populaire danois pour les élections municipales de novembre à Copenhague.

## Positions politiques
Mikkel Bjørn défend la théorie complotiste du grand remplacement, et s'oppose à l'octroi de la nationalité danoise aux personnes originaires de pays musulmans,. Il défend également une sortie du Danemark de l'Union européenne. Il a également qualifié l'idéologie féministe de "tumeur cancéreuse".